# Komisja Koordynacyjna do Spraw Umacniania Praworządności i Przestrzegania Porządku Publicznego
Komisja Koordynacyjna do Spraw Umacniania Praworządności i Przestrzegania Porządku Publicznego – organ doradczy i opiniodawczy Rady Ministrów istniejący w latach 1981–1986, powołany w celu zapewnienia powszechnego przestrzegania prawa, umacniania praworządności, ochrony praw obywateli i zabezpieczenia porządku publicznego.

## Powołanie Komisji
Na podstawie uchwały Rady  Ministrów z 1981 r. w sprawie powołania Komisji Koordynacyjnej do Spraw Umacniania Praworządności i Przestrzegania Porządku Publicznego ustanowiono Komisję.

## Podstawowe zadania Komisji
Do podstawowych zadań Komisji należało:
- analizowanie oraz ocena sytuacji i zdarzeń, w których zachodzi oczywiste czy też domniemane naruszenie interesów państwa, praworządności, praw obywateli, ładu i porządku publicznego,
- przedstawianie i wdrażanie wniosków dotyczących koordynacji działalności organów administracji państwowej w zakresie przestrzegania prawa i porządku publicznego,
- wnioskowanie i udział w zwalczaniu zjawisk patologii społecznej,
- przedstawianie Prezesowi Rady Ministrów wniosków i opinii w sprawach należących do zakresu działania Komisji.

## Szczególne zadania Komisji
Do szczegółowych zadań Komisji należało zwłaszcza:
- inicjowanie i koordynowanie przedsięwzięć zmierzających do umocnienia prawnej ochrony funkcjonowania administracji państwowej, organów porządku publicznego, państwowych zakładów pracy, a także organizacji politycznych i społecznych oraz związków zawodowych,
- ocenianie w świetle praktyki stanu ochrony praw obywateli, a zwłaszcza rozpatrywanie i eliminowanie zjawisk i przypadków ich naruszania,
- analizowanie sytuacji i przejawów nieprzestrzegania przez obywateli obowiązujących ustaw i innych przepisów prawnych, a także niedostatków świadomości prawnej społeczeństwa,
- analizowanie przyczyn konfliktowych sytuacji społecznych występujących na tle prawno-porządkowym i opracowywanie wniosków zmierzających do zapobiegania ich powstawaniu, jak też do ich rozwiązywania, w szczególności w drodze ugodowej,
- podejmowanie inicjatyw i koordynacja wysiłków w zakresie przeciwdziałania zjawiskom patologii społecznej, spekulacji oraz innym szkodliwym przejawom w życiu społecznym,
- rozpatrywanie i wykorzystywanie analiz dotyczących skarg i wniosków kierowanych do organów administracji państwowej,
- inne sprawy zlecone przez Prezesa Rady Ministrów.

Komisja przedstawiała Radzie Ministrów okresowe sprawozdania ze swej działalności.
Komisja współdziała z Najwyższą Izbą Kontroli, Komisjami Sejmowymi, Sądem Najwyższym, Prokuraturą Polskiej Rzeczypospolitej Ludowej, Naczelnym Sądem Administracyjnym, Państwowym Arbitrażem Gospodarczym oraz z innymi instytucjami powołanymi do umacniania praworządności i przestrzegania porządku publicznego oraz ochrony praw obywateli.

## Kierowanie Komisją
Na czele Komisji stał przewodniczący, powołany przez Prezesa Rady Ministrów.
W skład Komisji wchodzili powołani przez Prezesa Rady Ministrów na wniosek Przewodniczącego Komisji, uzgodniony z kierownikami właściwych organów państwowych i instytucji – ich zastępcy (przedstawiciele) reprezentujący:
- Najwyższą Izbę Kontroli,
- Sąd Najwyższy,
- Prokuraturę Polskiej Rzeczypospolitej Ludowej,
- Naczelny Sąd Administracyjny,
- Państwowy Arbitraż Gospodarczy,
- Ministra Sprawiedliwości,
- Ministra Spraw Wewnętrznych,
- Ministra Obrony Narodowej,
- Ministra Administracji,
- Ministra Gospodarki Terenowej i Ochrony Środowiska,
- Ministra Pracy, Płac i Spraw Socjalnych,
- Ministra Finansów,
- Ministra Komunikacji,
- Ministra – Członka Rady Ministrów do Spraw Współpracy ze Związkami Zawodowymi.

## Zniesienie Komisji
Na podstawie uchwały Rady Ministrów z 1986 r. w sprawie uznania niektórych uchwał Rady Ministrów i Prezydium Rządu ogłoszonych w Monitorze Polskim za nie obowiązujące zlikwidowano Komisję.